# Гостророга сіра вівця
«Гостророга сіра вівця» або «Рогата сіра вівця» — шотландська казка, записана Джоном Френсісом Кемпбеллом у «Популярних казках Західного нагір'я», де його інформатором названо Джон Дьюар, робітника із Глендаруайля.
За класифікацією казок Аарне — Томпсона тип казки — 510A. Дивіться також «Рашен Коуті» — майже ідентичну шотландську версію казки про «Попелюшку».

## Сюжет
У короля і королеви була дочка, але королева померла, а король одружився з іншою. Мачуха була жорстокою до принцеси і відправила її пасти овець, не даючи їй достатньо їжі, щоб вижити. Гостророга (рогата) сіра вівця допомагала їй, приносячи їжу. Мачуха, знаючи, що пасербиця отримує від когось їжу, вирішила дізнатися правду, пішла до квочниці, і та послала свою дочку шпигувати. Принцеса звеліла дочці покласти голову на її коліно, а сама буде зачісувати їй волосся; дочка квочниці заснула, а вівця прийшла їй на допомогу. У доньки квочниці було око на потилиці, яке не спало; вона дивилася крізь нього і розповіла матері.
Дізнавшись, що вівця їй допомагає, мачуха наказала вбити вівцю. Вівця сказала принцесі зібрати свої кістки та копита в шкуру, і вона повернеться до неї. Принцеса так і зробила, але забула маленькі копитця, тому овечка була кульгавою, але все одно годувала її.
Принц побачив дівчину й поцікавився, хто вона. Донька куховарки розповіла матері, а та повідомила королеві. Королева повернула пасербицю додому, щоб вона поралася по господарству, а власну доньку відправила пасти овець.
Одного разу, коли пасербиця вийшла на вулицю, принц подарував їй пару золотих чобітків. Він хотів побачити її в церкві, але мачуха не відпускала її, тому вона пішла потайки, сіла так, щоб принц міг її побачити, і швидко пішла, поки мачуха не встигла її підглянути. Проте вона загубила черевичок у багнюці, і принц заявив, що одружиться з тією, на яку підійде черевик.
Королева припасувала ногу доньки до розміру, відрізавши їй пальці, але пташка вказала принцу на кров. Принц нарешті знайшов принцесу і одружився з нею.